# Georgios Dervisis
Georgios Dervisis (em grego:  Γιώργος Δερβίσης; Atenas, 30 de outubro de 1994) é um jogador de polo aquático grego.

## Carreira
Dervisis foi medalhista de bronze no Campeonato Mundial de Cazã, em 2015. No ano seguinte integrou o elenco da Seleção Grega de Polo Aquático que ficou em sexto lugar nos Jogos Olímpicos do Rio de Janeiro.